# Анастасиевско-Троицкое месторождение
Анастасиевско-Троицкое месторождение ― нефтегазоконденсатное месторождение на территории Краснодарского края в Славянском и Крымском районах, относится к Северо-Кавказско-Мангышлакской нефтегазоносной провинции. Открыто в 1953 году, разрабатывается с 1954 года.
В 1955—1956 годах в плавневой зоне дельты реки Кубани на Троицкой и Анастасиевской площадях были начаты работы по организации добычи нефти и газа в промышленных масштабах — были проложены осушительные каналы, дороги с твердым покрытием, линии электропередач, начато строительство объектов соцкультбыта. Площадь месторождения разделяется на две части: на юго-востоке Троицкий, на северо-западе Анастасиевский. Данное месторождение многопластовое, с широким стратиграфическим диапазоном нефтегазоносности, тем самым оно является крупнейшим и уникальнейшим в Западном Предкавказье, обеспечивая более 30 % нефти и более 80 % газа, добываемых на предприятии. Все залежи нефти и газа на Анастасиевско-Троицком месторождении приурочены к песчано-алевритовым коллекторам.
Условия залегания нефти и газа контролируются сводом складки, характером распространения коллекторов и, в ряде случаев, разрывными нарушениями и диапировым ядром. Всего добыто более 48 млрд м³ газа. Залежи на месторождении пластовые, сводовые, литологически ограниченные. За время разработки здесь было пробурено более 1700 скважин. На сегодняшний день продолжается строительство дополнительных объектов сбора и подготовки газа.
Добыча нефти из месторождения оставляет около 40 % от всей добычи в Краснодарском крае. Коллекторы обладают хорошими фильтрационно-ёмкостными свойствами (ФЕС), являются достаточно пористыми с хорошей проницаемостью, из которых рентабельно добывать флюид. Продукт переработки этой нефти (авиационное и космическое топливо) обладает высоким удельным импульсом, то есть для того, чтобы тело приобрело необходимую тяговую силу, понадобится меньшее количество топлива. Это экономически выгодно и облегчает вес самой ракеты или самолёта. Топливо, полученное из нефти месторождения, обладает высокой плотностью, нетоксичностью, стабильностью, безопасностью в обращении, совмещённостью с конструкционными материалами. Нефть IV горизонта Анастасиевско-Троицкого месторождения является также сырьём для производства масел и химических реагентов, применяемых в нефтегазодобыче на арктическом шельфе.
Из-за истощения Анастасиевско-Троицкого месторождения, являющегося единственным в России с необходимыми характеристиками для применения в ракетно-космической технике, начиная с 2019 года отечественную технику стали переводить на новый вид топлива — нафтил.